# Пера Стефановић
Пера Стефановић (Приштина, 21. јун 1927 – Обреновац, 5. јануар 2014) био је српски књижевник и културни радник. Стефановић је био приповедач, романописац, песник, путописац. Радио је као директор  Музеја Косова и Метохије.

## Биографија
Рођен је у староседелачкој породици у Приштини где је завршио основно образовање, гимназију и Вишу управну школу. Између два рата, као гимназијалац, припадао је напредном омладинском покрету. Учествовао је у НОБ-у од 1941. године. После рата био је учесник омладинских радних акција „Брчко-Бановићи“ и „Шамац-Сарајево“ 1946. Био је на значајним функцијама у политици и култури Косова и Метохије. Радио је као новинар и уредник у Радио Приштини (1951 – 1963), потом био директор Музеја Косова и Метохије (1963 – 1966), када је отишао у пензију. Био је члан Савета Републике Србије.
Приштину је морао да напусти почетком септембра 1999. године под притиском албанских терориста.
У књижевности се јавио крајем седамдесетих година прошлога века најпре драмом "Трагови тетовирања" (Стремљења, 1968), потом низом приповедака из живота старе Приштине, оживљавајући људе и догађаје из времена када је овај град још био оријентална паланка. Огледао се готово у свим књижевним жанровима од поезије, приповетке, драме, романа до путописа, афоризма и поезије за децу. Његово дело је било предмет два магистарска рада. Драган Лилић,на Филолошком факултету у Београду, 1985, бавио се језиком његових приповедака, а Даница Радуновић-Столић, на Филолошком факултету у Приштини, 1996, приповедачким опусом везаним за свет старе Приштине. Заступљен је у бројним изборима и антологијама српске приповетке. Књига приповедака "Свилене нити" била је у лектири за осми разред основне школе по програму САП Косова. Дела су му превођена на албански и турски језик.

## Награде и признања
- Орден Републике са сребрним венцем,
- Орден Братства и јединства са сребрним венцем,
- Орден заслуга за народ II степена,
- Медаља за храброст,
- Медаља Русије, поводом педесетогодишњице победе над фашизмом,
- Ударничка значка са Омладинске радне акције Брчко-Бановићи,
- Повеља Културно-просветне заједнице Србије за изузетан допринос развоју културе и просвете и обогаћивању активности културно-просветних заједница у Србији, 1996,
- Плакета заслужног грађанина Приштине,
- Децембарска награда Косова, 1974,
- Новембарска награда Града Приштина,
- Књига године "Јединства" за књигу "Свилене нити"
- Награда Друштва књижевника Косова за роман „Трауме“, 1986,
- Књига године "Јединства" за роман "Трауме", 1986
- Златно перо деспота Стефана Лазаревића "Грачаничког песничког причешћа",
- Награда за животно дело Удружења Књижевника Србије

## Дела

### Књиге приповедака
- Људска запрега, Јединство, Приштина, 1972,
- Рањено стабло, Јединство, Приштина, 1974,
- Свилене нити, Јединство, Приштина, 1978,
- Скраћене даљине, Јединство, Приштина, 1979,

### Романи
- Трауме, Јединство, Приштина, 1985,
- Мрак долази са свитањем, Јединство, Приштина, 1989,
- Душе међу лавовима, Јединство, Приштина, 1999,
- Ех, Приштино моја, Панорама, Београд – Приштина, 2002,
- Мирис дома, Панорама, Београд – Приштина, 2007.

### Путописи
- Скраћене даљине, Јединство, Приштина, 1979,

### Драме
- Трагови тетовирања, часопис Стремљења, Приштина 1968,
- Шинтер, монодрама, играо глумац Покрајинског народног позоришта у Приштини Стеван Ђорђевић,

### Публицистика
- Монографија о Приштини,
- На истом послу,

### Афоризми
- Lili Marlen - Bili Madlen : A(K)FOR-izmi, афоризми, 2000,

### Дела на другим језицима
- Nur Baba, превод на турски, Тан, Приштина, 1979,
- Çarshia e vjetër (Стара чаршија), приповетке, превод на албански Sylë Osmanaj, Рилиндја, Приштина, 1984,
- Traumat (Трауме), роман, превод на албански Vehap Shita, Рилиндја, Приштина, 1987,